# 幡大介
幡 大介（ばん だいすけ、1968年4月23日 - ）は、日本の時代小説家。本名は小川 茂樹（おがわ しげき）。

## 来歴
栃木県鹿沼市生まれ。1994年（1993年度）、武蔵野美術大学造形学部空間演出デザイン学科卒業。
テレビ局嘱託職員を経てCM制作会社でイラストレーターとして広告に挿画などを描いたのち、1995年より27歳で文筆業に転じ、フリーライターとして活動。
時代劇の脚本家を目指していた時期もあったが、テレビ局の時代劇制作が激減してから書き下ろし時代小説が活況となり、出版社に持ち込んだところ40歳になる年にヒョイとデビュー出来てしまったとインタビューで語っている。
2008年に『天下御免の信十郎』シリーズ（二見書房）で時代小説家デビューをした。
2019年よりNHKのBS時代劇となった『大富豪同心』（双葉社）は、シリーズ累計発行部数100万部を突破している（2023年6月時点）。

## 受賞・候補
- 2018年『騎虎の将 太田道灌』で第1回細谷正充賞受賞
- 2018年『騎虎の将 太田道灌』で第24回中山義秀文学賞候補
- 2021年『シャムのサムライ 山田長政』で第10回日本歴史時代作家協会賞（作品賞）候補
- 2022年『シャムのサムライ 山田長政』で第10回野村胡堂文学賞候補
- 2022年『シャムのサムライ 山田長政』で第28回中山義秀文学賞候補

## 作品リスト

### 天下御免の信十郎シリーズ：二見書房
- 快刀乱麻（2008年6月）
- 獅子奮迅（2008年10月）
- 刀光剣影（2009年2月）
- 豪刀一閃（2009年6月）
- 神算鬼謀（2009年10月）
- 斬刃乱舞（2010年1月）
- 空城騒然（2011年1月）
- 疾風怒涛（2012年2月）
- 駿河騒乱（2013年5月）

### 独活の丙内密命録シリーズ：竹書房
- 咎斬りの太刀（2009年4月）
- 大奥の修羅（2010年2月）
- 奉行討ちの懐剣（2010年5月）
- 暗鬼狩りの豪刀（2010年12月）
- 公家断ちの凶刃（2011年1月）

### 大富豪同心シリーズ：双葉社
- 八巻卯之吉放蕩記　大富豪同心（2010年1月）
- 天狗小僧（2010年4月）
- 一万両の長屋（2010年8月）
- 御前試合（2010年12月）
- 遊里の旋風（2011年4月）
- お化け大名（2011年8月）
- 水難女難（2011年9月）
- 刺客三人（2011年12月）
- 卯之吉子守唄（2012年4月）
- 仇討ち免状（2012年8月）
- 湯船盗人（2012年12月）
- 甲州隠密旅（2013年5月）
- 春の剣客（2013年9月）
- 千里眼験力比べ（2014年2月）
- 隠密流れ旅（2014年7月）
- 天下覆滅（2015年2月）
- 御用金着服（2015年7月）
- 卯之吉江戸に還る（2016年2月）
- 走れ銀八（2016年7月）
- 海嘯千里を征く-大富豪同心(20) (2017年2月)
- お犬大明神-大富豪同心(21)(2017年6月)
- 闇の奉行-大富豪同心(22) (2017年7月)

### 大江戸三男事件帖シリーズ：二見書房
- 大江戸三男事件帖 与力と火消と相撲取りは江戸の華（2010年6月）
- 仁王の涙（2010年10月）
- 八丁堀の天女（2011年7月）
- 兄ィは与力（2011年11月）
- 定火消の殿（2012年7月）

### 関八州御用狩りシリーズ：KKベストセラーズ
- 風聲（2010年10月）
- 逃屋（2011年5月）

### 千両役者捕物帖シリーズ：角川春樹事務所
- 千両役者捕物帖（2011年10月）
- 姫さま、お輿入れ（2012年2月）
- 天狗と花魁（2012年7月）
- 富くじ始末（2013年5月）
- 夏まち舞台（2014年1月）

### 公事師卍屋甲太夫三代目シリーズ：幻冬舎
- 公事師卍屋甲太夫三代目（2012年12月）
- 上州騒乱（2013年12月）
- 人食い鬼（2014年6月）

### でれすけ忍者シリーズ：光文社
- でれすけ忍者（2012年12月）
- でれすけ忍者　江戸を駆ける（2013年11月）
- でれすけ忍者　雷光に慄く（2014年8月）

### シリーズ外
- 猫間地獄のわらべ歌（2012年7月）講談社
- 股旅探偵上州呪い村（2014年2月）講談社